# Puigdefàbregues
Puigdefàbregues és una masia de Viladrau (Osona) inclosa a l'Inventari del Patrimoni Arquitectònic de Catalunya.

## Descripció
Masia de planta rectangular (18x16m) coberta a dues vessants amb el carener (descentrat cap a l'E) perpendicular a la façana situada a migdia; consta de planta i primer pis. Està situada longitudinalment en un desnivell E-O. La façana prresenta un portal rectangular amb llinda de fusta i una finestra a la planta, un portal rectangular (situat al cantó E), i tres finestres de pedra picada al primer pis.Per accedir al portal hi ha unes escales de pedra, ja que aquest queda enlairat. La façana O presenta tres portals amb arc de reforç a la llinda, a la planta (un parcialment tapiat). Tres finestres al primer pis, la de més a l'esquerra és de pedra i amb inflexió gòtica a la llinda. La façana E té la planta adossada a la muntanya i presenta només dues obertures al primer pis. La façana N presenta només una finestreta, i està parcialment coberta pel talús de la muntanya. En el sector N, en una zona més fonda, hi ha l'antiga cabana amb l'era al davant. (La façana principal presenta un rellotge de sol parcialment esborrat i força deteriorat).
Cabana de planta rectangular (6x7m). Consta de planta i pis. La coberta és a dues vessants amb el carener perpendicular a la façana S. Aquesta dona a l'era enllosada i presenta un ampli portal rectangular amb llinda de fusta actualment parcialment tapiat a manera de finestra. Al primer pis hi havia una gran obertura ara tancada amb vidrieres.
És remarcable la grandària dels roures que conformen les bigues tant del carener com de la llinda.
La façana O presenta un contrafort a cada angle del mur, un portal rectangular, de construcció recent, a la planta i una finestreta al primer pis. La façana N presenta adossat un cos de 5x7m, cobert a un sol vessant, també de construcció recent però seguint l'estil de la cabana. La façana E, parcialment coberta pel talús de la muntanya, té només un portal rectangular amb llinda de fusta que dona accés al primer pis. Els ràfecs de tot l'edifici són de construcció recent amb empostissat de fusta.

## Història
Antic mas que probablement formava part del 82 masos que existien en el municipi pels volts de 1340 segons consta en els documents de l' època. Encara que no el trobem registrat als fogatges, pensem que està relacionat amb la història del proper mas de Fabregues, el qual si trobem registrat en els fogatges de la "Parròquia i terme de Viladrau fogajat a 6 de octubre 1553 per Joan Masmiguell balle com apar en cartes 230", juntament amb altres 32 que continuaven habitats després del període de pestes, on consta un tal "Joan Montanyà al molí den Fabregues". Tenim constància que aquest mas junt amb altres quatre de la rodalia varen pertànyer a la Parròquia de Vilalleons.